# Chiles herrlandslag i volleyboll
Chiles herrlandslag i volleyboll (spanska: Selección de voleibol de Chile) representerar Chile i volleyboll på herrsidan. Laget har deltagit i VM  en gång (1982). Vid sydamerikanska mästerskapet har de som bäst tagit silver.

### Fotnoter
1. 1 2 3 4 5 6 7 8 9 10 11 12 13 14 15 16 17 18 19 20 21 22 23 24 25 26 27  ”Sud. Mayores - Masculino” (på engelska). Confederación Sudamericana de Voleibol. http://www.voleysur.org/v2/resultados/rankingpiso.asp?c=MayoresMasculino. Läst 20 november 2023.
2. ↑  ”FIVB Volleyball Men's World Championship 2014 Qualification” (på engelska). Fédération Internationale de Volleyball. 24 september 2015. https://web.archive.org/web/20150924145143/http://www.fivb.org/PL/Volleyball/Competitions/WorldChampionships/2014/Men/pastresults.asp?year=1982. Läst 31 oktober 2023.
3. ↑  volleyballworld.com. ”Volleyball Challenger Cup 2022 - Men's standings” (på engelska). https://en.volleyballworld.com/volleyball/competitions/challenger-cup-2022/standings/men/#round-f. Läst 3 maj 2024.
4. ↑  volleyballworld.com. ”Volleyball Challenger Cup 2023 - Men's standings” (på engelska). https://en.volleyballworld.com/volleyball/competitions/challenger-cup-2023/standings/men/#round-f/. Läst 3 maj 2024.
5. ↑  ”Ranking de todas las Competencias de Voleibol de Playa de la CSV” (på engelska). Confederación Sudamericana de Voleibol. http://www.voleysur.org/v2/resultados/rankingpiso.asp?c=MayoresMasculino. Läst 3 mars 2024.